# Lee Sallows
Lee Cecil Fletcher Sallows (nacido el 30 de abril de 1944) es un ingeniero electrónico británico conocido por sus contribuciones a las matemáticas recreativas. Es especialmente conocido por ser el inventor de los golígonos, las sentencias autoenumerables y los cuadrados geomágicos.

## Matemáticas recreativas
Sallows es un experto en la teoría de los cuadrados mágicos y ha inventado diversas variantes de ellos, como los cuadrados alfamágicos y los cuadrados geomágicos. Este último invento llamó la atención del matemático Peter Cameron, quien ha dicho que cree que "una estructura aún más profunda puede estar oculta más allá de los cuadrados geomágicos".
En "El teorema perdido", publicado en 1997, demostró que cada cuadrado mágico de 3 × 3 está asociado a un paralelogramo único en el plano complejo, un descubrimiento que había escapado a todos los investigadores anteriores desde la antigüedad hasta nuestros días.
Un golígono es un polígono que sólo contiene ángulos rectos, de manera que los lados adyacentes presentan longitudes enteras consecutivas. Los golígonos fueron inventados y bautizados por Sallows y presentados por A.K. Dewdney en la columna Computer Recreations del número de julio de 1990 de Scientific American.

En 2012, inventó y denominó el conjunto de teselas autoteseladas (en inglés, self-tiling tile set) a una nueva generalización de las repiteselas.

## Teorema del triángulo de Sallows

Demostración visual del teorema del triángulo de Lee Sallows

En 2014 Sallows descubrió un resultado hasta entonces inadvertido, una forma de utilizar las medianas para dividir cualquier triángulo en tres triángulos más pequeños.

## Vida privada
Lee Sallows es hijo único de Florence Eliza Fletcher y de Leonard Gandy Sallows. Nació el 30 de abril de 1944 en Brocket Hall, Hertfordshire, Inglaterra, y creció en el barrio de Upper Clapton, al noreste de Londres. Asistió a la Alice Owen's School, situada entonces en The Angel, Municipio de Islington, pero no logró asentarse, y no llegó a titularse tras abandonar sus estudios a los 17 años de edad. Los conocimientos adquiridos gracias a su interés por la radio de onda corta le permitieron encontrar trabajo como técnico en la industria electrónica. En 1970 se trasladó a Nimega (Países Bajos), donde trabajó hasta el año 2009 como ingeniero electrónico en la Universidad Radboud. En 1975 conoció a su compañero Evert Lamfers, cardiólogo holandés, con quien vive desde entonces.